# Yakima Park Stockade Group

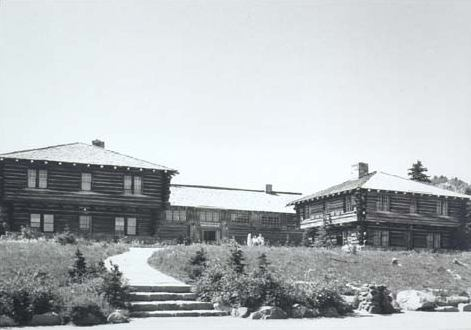
Pohled na budovy z roku 1935.

Yakima Park Stockade Group je komplex čtyř dřevěných budov v národním parku Mount Rainier, které jsou architektonicky velice významné. První srub a palisáda byly postaveny roku 1930, zatímco druhý srub byl postaven v roce 1943. V roce 1987 byl komplex prohlášen národní historickou památkou. Komplex se nachází v národním historickém památkovém obvodu Mount Rainier, který zahrnuje celý park a uznává zdejší rustikální architekturu.

## Design a konstrukce
Komplex navrhli architekti A. Paul Brown a Ernest A. Davidson ze Správy národních parků. Základní kámen designu položil Davidson, který se nechal inspirovat stavbami dřívějších osadníků, kteří se jimi chránili proti možným indiánským nájezdům. Kameny pro stavbu pochází z asi jeden a půl kilometru vzdáleného sesuvu a bílé borové dřevo pochází z oblasti Bílé řeky, dvacet kilometrů od komplexu. Davidson měl rozporuplné názory na výstavbu budov, jelikož říkal, že místo bylo hezčí bez komplexu, ale stále je daleko hezčí než ostatní místa v parku, která byla zastavěna bez jakýchkoli plánů či regulací.

## Popis
Jako první byl v roce 1930 postaven jižní srub. Vypadá, že je postaven z klád, ale ty pouze obkládají dřevěnou konstrukci. Čtvercová dvoupatrová budova má kamennou základnu, která se vypíná až do úrovně parapetů druhého, vyčnívajícího patra. Budovu využívali správci a průvodci Yakima Parku. V jejím prvním patře původně byly dvě správní kanceláře, kuchyně, jídelna a místnost pro personál. Na druhém patře se nacházelo šest ložnic a dvoje sociální zařízení. Palisáda je vertikální plot z klád, který byl postaven ve třicátých letech minulého století a zakrýval jídelnu, na jejímž místě nyní stojí čistička vody postavená roku 1985. Práce na severním srubu a turistickém centru začaly v roce 1939, ale kvůli finančním problémům byly dokončeny až roku 1943. Severní srub velice připomíná ten jižní, architekti ale věnovali více pozornosti práci s kameny. Bydlí v něm sezónní zaměstnanci parku. Turistické centrum se nachází mezi dvěma sruby a na jižní straně nabízí výhled na horu Mount Rainier. Dříve bylo centrum známo jako ubytovna pro táborníky a muzeum. Je postaveno z klád a má také vyčnívající druhé patro, což ale není tolik viditelné jako u srubů. Všechny budovy mají střechy pokryté cedrovými šindeli.